# District de Lupane

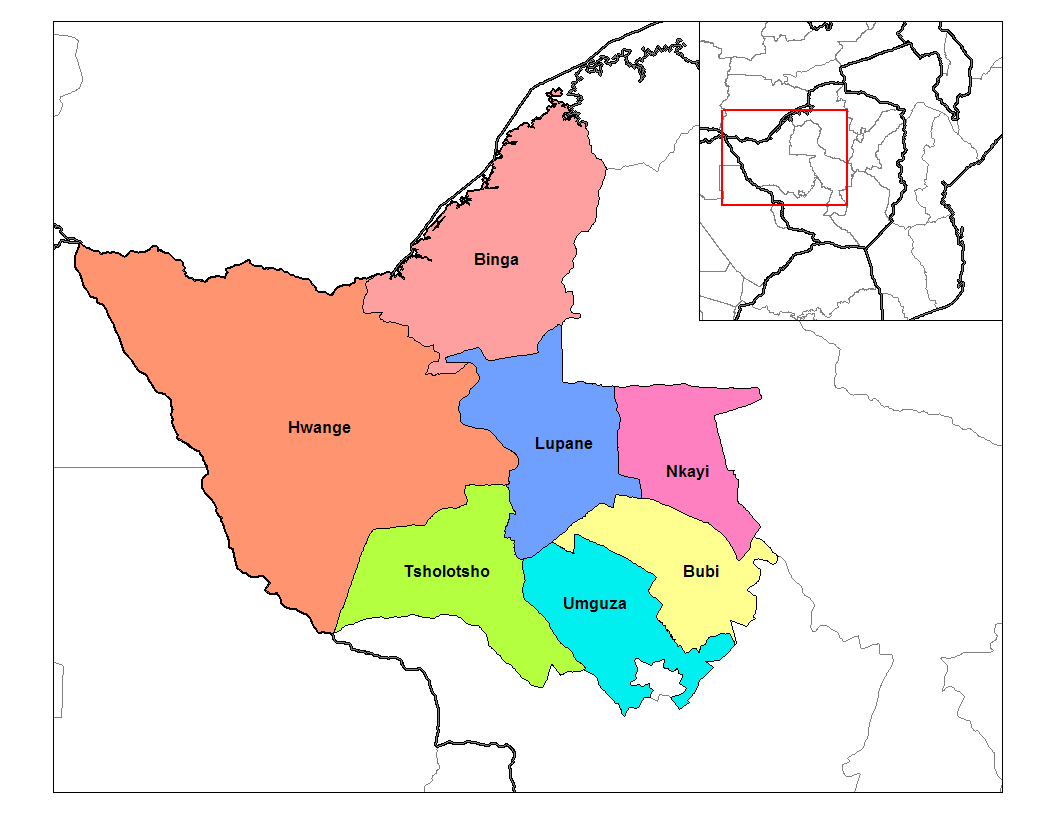
Carte des districts du Matabeleland septentrional.

Le district de Lupane est une subdivision administrative de second ordre de la province du Matabeleland septentrional au Zimbabwe. En 2006, la population du district est de 1 600 habitants. Il est situé sur la route allant de Bulawayo à Hwange. 